# Волзька військова флотилія
Во́лзька військо́ва флоти́лія — військова флотилія у складі Червоної армії у роки Громадянської війни та Німецько-радянської війни.

## Історія

### Громадянська війна в Росії
Волзька військова флотилія створена в червні 1918 року. З 23 серпня 1918 року флотилією командував Ф. Ф. Раскольников.
З серпня 1918 року флотилія брала участь у боях на Волзі і Камі. 28 — 29 серпня під Свіяжськом за участю флотилії були розгромлені білогвардійські частини. 10 вересня 1918 року флотилія висадила десант у Казані і здійснювала прикриття артилерійським вогнем частин Червоної армії, що наступали.
На початку Громадянської війни флотилія брала участь у взятті Вольська, Сизрані, Самари і інших міст. У вересні 1918 року флотилія була розділена на два загони: Волзький і Камський. До складу Камського загону увійшли 21 канонерський човен, 6 сторожових кораблів, 1 плавуча батарея, 11 гідролітаків.
У жовтні 1918 року флотилія брала участь в обороні Царицина.
У 1919 році на річках Камі, Білої і Уфі флотилія підтримувала 2-гу, 3-тю та 5-ту армії при обороні проти військ Колчака, а також у контрнаступі. Вона брала участь у взятті міст Чистополь і Сарапул, забезпечувала переправи частин Червоної Армії через Білу і Уфу.
У липні 1919 року у зв'язку з тим, що частини Білої Гвардії відступили на Урал, Волзька військова флотилія була об'єднана з Астрахансько-Каспійською військовою флотилією утворивши Волзько-Каспійську флотилію.

### Склад флотилії
Всього флотилія мала:

### Друга світова війна
Сформована 27 жовтня 1941 року з кораблів навчального загону. Головна база — місто Ульяновськ. 25 липня 1942 року оголошена діючим об'єднанням, і оперативно підпорядкована командувачеві Сталінградським фронтом. На цей момент до її корабельного складу входили:
- — 1-ша бррчк у складі:
  - 3-х мобілізованих колісних канонерських човнів «Громов», «Руднєв», «Усиськин»;
  - шести бронекатерів;
  - двох несамохідних плавучих батарей;

Бригада оперативно підпорядковувалася 57 А, а з вересня — 61 А;
- — 2-га бррчк у складі:
  - мобілізованих колісних канонерських човнів «Киров», «Федосєєнко», «Щорс», «Чапаєв»;
  - трьох бронекатерів.

Бригада оперативно підпорядковувалася 57 А;
- — окрема бригада тралення (п'ять дивізіонів тральщиків).

Бригада підпорядковувалася безпосередньо командувачу флотилії, з військами взаємодіяла через начальника інженерних військ фронту;
- — група кораблів річки Ахтуба у складі чотирьох бронекатерів; командирові групи оперативно підпорядковувалися канонерські човни «Усиськин» і «Чапаєв», сама група оперативно підпорядковувалася 62А і безпосередньо взаємодіяла з 124-ю стрілецькою бригадою.

До початку Сталінградської битви флотилія проводила тралення фарватеру від мін, проводку судів, відбиття атак ворожої авіації на цивільні судна. З початком Сталінградської битви флотилія оперативно підпорядковувалася командуванню Сталінградського фронту.
У ході битви флотилія надавала частинам Червоної Армії, що обороняються, вогневу підтримку, висаджувала десанти, переправляла частини Червоної Армії, зброю, боєприпаси і продовольство в місто, вивозила із Сталінграду поранених, жінок і дітей.
У складі флотилії були 2 бронекатери, які мали на озброєнні реактивні мінометні установки, виконували завдання «Катюш». За час Сталінградської битви флотилія втратила 3 бронекатери, два з яких були потоплені при висадці десанту, а один при знятті десанту. В той же час за два місяці бойових дій з мобілізованих цивільних судів противником було потоплено 18 пароплавів і 6 пасажирських катерів, а також 12 катери-тральщиків і 6 напівглісерів.
В ході битви флотилією в місто було доставлено близько 90 000 солдатів і офіцерів, 13 000 тонн вантажів. З міста було евакуйовано 52 000 чоловік.
Після закінчення Сталінградської битви бойові кораблі флотилії були передані до складу Азовської і Дніпровської військових флотилій. У складі Волзької флотилії були залишені лише 2 дивізіони тральщиків для очищення фарватеру Волги від ворожих мін.
Після завершення тралових робіт на Волзі в червні 1944 року Волзька військова флотилія була розформована.

## Командування
- Командувачі:
  - капітан 1 рангу Сапожников С. Г. (жовтень — листопад 1941, врід)
  - контрадмірал Воробйов С. М. (листопад 1941 — лютий 1942, врід);
  - контрадмірал Рогачов Д. Д. (лютий 1942 — травень 1943);
  - контрадмірал Пантелєєв Ю. А. (травень — грудень 1943);
  - капітан 1 рангу Смірнов П. А. (грудень 1943 — червень 1944).
- Члени військової ради:
  - бригадний комісар Яковенко М. Г. (жовтень 1941 — січень 1942, врід);
  - дивізійний комісар Расскин А. Л. (січень — червень 1942);
  - дивізійний комісар Бельський П. І. (червень — серпень 1942);
  - дивізійний комісар Бондаренко П. Т. (серпень — жовтень 1942);
  - капітан 1 рангу Зарембо Н. П. (червень — жовтень 1943)
- Начальники штабів:
  - капітан 2 рангу Колчин Е. С. (жовтень — листопад 1941, врід та лютий 1943, врід);
  - капітан 1 рангу Сапожников С. Г. (листопад — грудень 1941);
  - контрадмірал Трайнін П. А. (грудень 1941 — лютий 1942);
  - капітан 2 рангу Асямолов А. А. (лютий — березень 1942, врід);
  - капітан 1 рангу, з грудня 1942 контрадмірал Федоров М. І. (березень 1942 — лютий 1943);
  - контрадмірал Новіков Т. А. (лютий — травень 1943)
  - капітан 2 рангу, з липня 1943 капітан 1 рангу Григорьєв В. В. (травень — вересень 1943);
  - капітан 2 рангу Сергєєв Н. Д. (вересень 1943 — червень 1944).